# キョウエイグリーン
キョウエイグリーン（1969年3月28日 - ?）は、日本中央競馬会に所属していた競走馬、繁殖牝馬。「花の47年組」の一頭。

## 経歴

### 戦績
1971年7月の函館でデビューし、2戦目に8馬身差の圧勝で人気に応えて初勝利を挙げる。3戦目のオープンこそ9着に敗れて人気を裏切ったが、10月から12月にかけて3連勝でシーズンを終えた。
1972年は京成杯・クイーンC7着の後、オープンを勝利してクラシック1冠目の桜花賞に参戦し、当日は3番人気に推される。レースでは4ハロンを45秒台で通過するというハイペースで逃げ、実況していた杉本清（当時・関西テレビアナウンサー）は「キョウエイグリーンがすっ飛ばす、キョウエイグリーンがすっ飛ばします!」と伝えた。直線でアチーブスターに捕らえられると一杯になり、最後はハジメローズ・センコウミドリ・トクザクラにも交わされて5着に終わる。増沢末夫との初コンビで挑んだ2冠目のオークスは距離の2400mが長すぎたのか、初の2桁着順となる13着に大敗。その後は2ヶ月の休養を経て、9月に中山で行われたオープンで復帰。クイーンSではタカイホーマの2着に入り、続くスプリンターズSでは1番人気に推されたが、4歳牡馬のノボルトウコウ・ハクホオショウの3着に終わる。牝馬東京タイムズ杯（3着）・ダービー卿CT（9着）では共にトクザクラの圧勝を許し、最終戦のCBC賞は最下位の8着であった。
1973年はオープン2着の後、3連勝で安田記念に臨む。野平祐二の騎乗で3番人気に推されたが、17頭中17着と惨敗に終わった。夏は3歳時以来の北海道シリーズに参戦し、札幌の短距離Sではダート戦ながら快勝。秋のスプリンターズSでは前年と同じ1番人気に推され、騎乗した東信二と共に重賞初制覇を飾る。ノボルトウコウの連覇を阻止してのもので、勝ち時計の1分9秒6はレコードタイムとなった。続く牝馬東京タイムズ杯でも1番人気になったが、初の不良馬場に泣いて13着と大敗。11月のオープンでは3位入線も失格となり、12月のオープン2着を最後にシーズンを終えた。
1974年はオープン5着・3着、関屋記念9着と3連続で連対を外す。安田記念では近走不振もあって9番人気と評価を下げたが、同じく牝馬のナスノチグサ・ニットウチドリを抑えて重賞2勝目を挙げた。連覇を狙ったスプリンターズSは無念の出走取消で、復帰戦のオープンではタケクマヒカルの3着に入って立て直したが、ダービー卿CTは13着と大敗し、クモハタ記念7着を最後に引退。

### 引退後
引退後は1975年から繁殖入りしたが、目立った産駒を出せなかった。その後は不明。

## 競走成績
- 1971年（6戦4勝）
  - 1着 - 3歳牝馬ステークス、いちょう特別
- 1972年（11戦1勝）
  - 2着 - クイーンステークス
  - 3着 - スプリンターズステークス、牝馬東京タイムズ杯
- 1973年（11戦5勝）
  - 1着 - スプリンターズステークス、中山牝馬ステークス[注釈 2]、短距離ステークス
- 1974年（7戦1勝）
  - 1着 - 安田記念

## 血統表
| キョウエイグリーンの血統  | キョウエイグリーンの血統                                    | キョウエイグリーンの血統                                    | （血統表の出典）                                            | （血統表の出典）  |
| 父系                      | ザボス系（オーム系）                                        | ザボス系（オーム系）                                        | ザボス系（オーム系）                                        |                   |
| 父 *マタドア 栗毛 1953    | 父の父Golden Cloud 栗毛 1941                                | Gold Bridge                                                 | Golden Boss                                                 | Golden Boss       |
| 父 *マタドア 栗毛 1953    | 父の父Golden Cloud 栗毛 1941                                | Gold Bridge                                                 | Flying Diadem                                               |                   |
| 父 *マタドア 栗毛 1953    | 父の父Golden Cloud 栗毛 1941                                | Rainstorm                                                   | Hainault                                                    | Hainault          |
| 父 *マタドア 栗毛 1953    | 父の父Golden Cloud 栗毛 1941                                | Rainstorm                                                   | Stormcloud                                                  |                   |
| 父 *マタドア 栗毛 1953    | 父の母Spanish Galantry 栗毛 1945                            | Mazarin                                                     | Mieuxce                                                     | Mieuxce           |
| 父 *マタドア 栗毛 1953    | 父の母Spanish Galantry 栗毛 1945                            | Mazarin                                                     | Boiarinia                                                   |                   |
| 父 *マタドア 栗毛 1953    | 父の母Spanish Galantry 栗毛 1945                            | Courtship                                                   | Gainsborough                                                | Gainsborough      |
| 父 *マタドア 栗毛 1953    | 父の母Spanish Galantry 栗毛 1945                            | Courtship                                                   | Marmite                                                     |                   |
| 母 リユウカオル 鹿毛 1961 | 母の父*ヒンドスタン 黒鹿毛 1946                             | Bois Roussel                                                | Vatout                                                      | Vatout            |
| 母 リユウカオル 鹿毛 1961 | 母の父*ヒンドスタン 黒鹿毛 1946                             | Bois Roussel                                                | Plucky Liege                                                |                   |
| 母 リユウカオル 鹿毛 1961 | 母の父*ヒンドスタン 黒鹿毛 1946                             | Sonibai                                                     | Solario                                                     | Solario           |
| 母 リユウカオル 鹿毛 1961 | 母の父*ヒンドスタン 黒鹿毛 1946                             | Sonibai                                                     | Udaipur                                                     |                   |
| 母 リユウカオル 鹿毛 1961 | 母の母ヤマオー 鹿毛 1949                                    | *セフト                                                     | Tetratema                                                   | Tetratema         |
| 母 リユウカオル 鹿毛 1961 | 母の母ヤマオー 鹿毛 1949                                    | *セフト                                                     | Voleuse                                                     |                   |
| 母 リユウカオル 鹿毛 1961 | 母の母ヤマオー 鹿毛 1949                                    | 日本泉                                                      | *クラツクマンナン                                           | *クラツクマンナン |
| 母 リユウカオル 鹿毛 1961 | 母の母ヤマオー 鹿毛 1949                                    | 日本泉                                                      | 恩銀                                                        |                   |
| 母系(F-No.)               | シルバーバツトン(GB)系(FN:4-g)                              | シルバーバツトン(GB)系(FN:4-g)                              | シルバーバツトン(GB)系(FN:4-g)                              | [ § 2 ]           |
| 5代内の近親交配           | Gainsborough 4×5、The Tetrarch 5×5、Sun Worship 5×5（母内） | Gainsborough 4×5、The Tetrarch 5×5、Sun Worship 5×5（母内） | Gainsborough 4×5、The Tetrarch 5×5、Sun Worship 5×5（母内） | [ § 3 ]           |
| 出典                      | 1. 2. 3.                                                    | 1. 2. 3.                                                    | 1. 2. 3.                                                    | 1. 2. 3.          |

- 主な近親にニシノイブ、カルラネイチャー、ニシノハナグルマ。